# Furutaka
Die Furutaka (japanisch 古鷹) war ein Schwerer Kreuzer und Typschiff der gleichnamigen Klasse der Kaiserlich Japanischen Marine, der Anfang der 1920er-Jahre gebaut wurde und im Zweiten Weltkrieg zum Einsatz kam.

## Geschichte

### Bau
Der Bauauftrag für die spätere Furutaka wurde an Mitsubishi vergeben. Diese legte den Rumpf am 5. September 1922 auf ihrer Werft in Nagasaki auf Kiel und ließ das Schiff am 25. Februar 1925 zu Wasser. Die Indienststellung erfolgte am 31. März 1926 unter dem Kommando von Kaigun-taisa (Kapitän zur See) Shiozawa Kōichi, der bereits seit dem 15. Mai 1925 als sogenannter Oberster Ausrüstungsoffizier (jap. 艤装員長, gisō inchō) mit der Baubelehrung beauftragt gewesen war.

### Einsatzgeschichte
Die ersten Jahre war der Kreuzer dem 5. Geschwader (Sentai) zugeteilt, operierte in chinesischen Gewässern und nahm an vielen Gefechtsübungen teil.
Von 1937 bis 1939 wurde die Furutaka grundlegend umgebaut. Ihre sechs Kanonen waren nun in drei anstatt wie bisher sechs Türmen angeordnet. Auch wurde die Luftabwehr durch zusätzliche Flugabwehrkanonen verstärkt.
Am Anfang des Pazifikkrieges nahm sie an den Eroberungen von Guam und Wake teil. Von März bis Mai 1942 war sie an den Offensivoperationen rund um Neuguinea und den Salomonen beteiligt und nahm an der Schlacht im Korallenmeer teil. Als die Alliierten im August 1942 Guadalcanal und Tulagi eroberten, wurde sie mit dem 6. Geschwader zu einem Gegenangriff beordert, der in der für die Japaner erfolgreichen Schlacht vor Savo Island endete.

### Untergang
Von August bis Oktober 1942 begleitete sie die Nachschubtransporte der Japaner nach Guadalcanal (Tokyo Express). Am 11. Oktober lief sie gemeinsam mit zwei weiteren Kreuzern und zwei Zerstörern Richtung Guadalcanal, um US-amerikanische Positionen zu beschießen. Dabei stieß der japanische Verband überraschend auf einen aus vier Kreuzern und fünf Zerstörern bestehenden amerikanischen Kampfverband, der in diesem Gebiet operierte. In der folgenden Schlacht von Cape Esperance wurde die Furutaka schwer getroffen. Nach erfolglosen Versuchen, die Wassereinbrüche zu stoppen, wurde sie aufgegeben. Die Besatzung wurde von anderen Schiffen aufgenommen, und die Furutaka sank auf Position 9° 2′ S, 159° 33′ O.

## Name
Die Furutaka war das erste Kriegsschiff einer japanischen Marine, das diesen Namen trug. Benannt wurde es nach dem Berg Furutaka auf der Insel Eta-jima in der Bucht von Hiroshima (Präfektur Hiroshima).

## Liste der Kommandanten
| Nr. | Name                               | Beginn der Amtszeit | Ende der Amtszeit | Bemerkungen                                    |
| --- | ---------------------------------- | ------------------- | ----------------- | ---------------------------------------------- |
| 1.  | Kapitän zur See Shiozawa Kōichi    | 31. März 1926       | 1. Dezember 1926  | seit 15. Mai 1925 mit der Baubelehrung betraut |
| 2.  | Kapitän zur See Kikui Nobuyoshi    | 1. Dezember 1926    | 15. November 1927 |                                                |
| 3.  | Kapitän zur See Arima Yutaka       | 15. November 1927   | 10. Dezember 1928 |                                                |
| 4.  | Kapitän zur See Onishi Jiro        | 10. Dezember 1928   | 30. November 1929 |                                                |
| 5.  | Kapitän zur See Tajiri Toshiro     | 30. November 1929   | 1. Dezember 1930  |                                                |
| 6.  | Kapitän zur See Machida Shinichiro | 1. Dezember 1930    | 1. Dezember 1931  |                                                |
| 7.  | Kapitän zur See Kamiyama Tadashi   | 1. Dezember 1931    | 1. Dezember 1932  |                                                |
| 8.  | Kapitän zur See Takayama Chuzo     | 1. Dezember 1932    | 15. November 1933 |                                                |
| 9.  | Kapitän zur See Saito Jiro         | 15. November 1933   | 15. November 1934 |                                                |
| 10. | Kapitän zur See Kakuta Kakuji      | 15. November 1934   | 15. November 1935 |                                                |
| 11. | Kapitän zur See Mizuno Junichi     | 15. November 1935   | 1. Dezember 1936  |                                                |
| 12. | Kapitän zur See Ōtsuka Miki        | 1. Dezember 1936    | 1. Dezember 1937  |                                                |
| 13. | Kapitän zur See Tomonari Saichirō  | 1. Dezember 1937    | 20. April 1938    |                                                |
| 14. | Kapitän zur See Okamura Masao      | 20. April 1938      | 15. Dezember 1938 |                                                |
| 15. | Kapitän zur See Ito Akira          | 15. Dezember 1938   | 15. November 1939 |                                                |
| 16. | Kapitän zur See Shiraishi Kazutaka | 15. November 1939   | 19. Oktober 1940  |                                                |
| 17. | Kapitän zur See Nakagawa Ko        | 19. Oktober 1940    | 28. November 1941 |                                                |
| 18. | Kapitän zur See Araki Tsutau       | 28. November 1941   | 12. Oktober 1942  |                                                |